# Тёртелтауб, Джон
Джонатан Чарльз (Джон) Тёртелтауб (англ. Jonathan Charles "Jon" Turteltaub; род. 8 августа 1963 года) — американский кинорежиссёр и продюсер.

## Биография
Джонатан Чарлз Тёртелтауб родился в 1963 году в Нью-Йорке в семье Сола Тёртелтауба — известного в своих кругах продюсера и сценариста телевизионных комедийных сериалов. Джон получил среднее образование, а позже окончил Уэслианский университет и школу кинематографических искусств при Университете Южной Калифорнии. С начала 1990-х годов работал на Walt Disney Studios, для которой снял несколько успешных в коммерческом отношении фильмов, от подростковой ленты «Три ниндзя» (1992 год) до крупнобюджетного боевика «Сокровище нации». Несколько раз планировал сменить компанию-кинопроизводителя, но, увлечённый новыми творческими идеями или заинтересованный дополнительными материальными стимулами, отказывался от такого решения. Был продюсером телевизионных сериалов «Иерихон» (с 2009 года) и «Общее право» (с 2012 года) для корпорации CBS. В ноябре 2012 года приступил к съёмкам фильма «Последний мальчишник в Вегасе», участие в котором таких звёзд, как Роберт Де Ниро, Майкл Дуглас, Морган Фриман, делало этот проект одним из наиболее ожидаемых кинособытий 2013 года (рейтинг ожидания по Rotten Tomatoes — 98 %).

## Фильмография
| Год  |    | Русское название             | Оригинальное название              | Роль                                 |
| ---- | -- | ---------------------------- | ---------------------------------- | ------------------------------------ |
| 1990 | ф  | Думай по-крупному            | Think Big                          | режиссёр, сценарист                  |
| 1991 | ф  | Сумасшедшая история          | Driving Me Crazy                   | режиссёр, сценарист                  |
| 1992 | ф  | Три ниндзя                   | 3 Ninjas                           | режиссёр                             |
| 1993 | ф  | Крутые виражи                | Cool Runnings                      | режиссёр                             |
| 1995 | ф  | Пока ты спал                 | While You Were Sleeping            | режиссёр                             |
| 1996 | ф  | Феномен                      | Phenomenon                         | режиссёр                             |
| 1998 | тф | С Земли на Луну              | From the Earth to the Moon         | режиссёр 7-го эпизода                |
| 1999 | ф  | Инстинкт                     | Instinct                           | режиссёр                             |
| 2000 | ф  | Малыш                        | The Kid                            | режиссёр, продюсер                   |
| 2004 | ф  | Сокровище нации              | National Treasure                  | режиссёр, продюсер                   |
| 2006 | тф | Иерихон                      | Jericho                            | продюсер, режиссёр 3-х эпизодов      |
| 2007 | ф  | Сокровище нации: Книга тайн  | National Treasure: Book of Secrets | режиссёр, продюсер                   |
| 2009 | тф | Остров Харпера (мини-сериал) | Harper's Island                    | продюсер, режиссёр 1-й серии         |
| 2010 | ф  | Ученик чародея               | The Sorcerer's Apprentice          | режиссёр                             |
| 2012 | тф | Общее право (сериал)         | Common Law                         | продюсер, режиссёр пилотного выпуска |
| 2013 | ф  | Starперцы                    | Last Vegas                         | режиссёр                             |
| 2018 | ф  | Мег: Монстр глубины          | The Meg                            | режиссёр                             |